# 반파시즘 운동

반파시즘 운동의 로고

반파시즘 운동(독일어: Antifaschistische Aktion), 줄여서 반파시즘(영어: anti-fascism, 독일어: Antifaschismus) 또는 안티파(antifa)는 공통적으로 반파시즘, 반나치주의, 반인종주의 등의 이념을 추구하는 여러 운동의 총칭이다. 특히 오늘날 "반파시즘 운동(안티파)"이라는 말은 주로 제2차 세계대전 이후에 등장하여 21세기까지 이어지는 특정한 반파시즘 운동의 조류를 가리킨다.

## 기원

1932년 당시의 로고

안티파 행동의 기원과 사상은 이탈리아에서 본래 무솔리니의 정적들을 안티파시즘이라고 칭한것에 기원한다. 독일에는 1923년부터 붉은전선투쟁연맹의 부분분야로 안티파 행동이 존재했었고, 이들의 목표는 득세하는 파시즘에 투쟁하는 것이었다.  초반의 안티파 행동의 회원들은 거의 대부분 공산주의자들 이었으나, 후에는 사회주의정당 및 단체들 전부도 아우르게 되었다. 당시 안티파 행동의 목적은 혁명전쟁을 치르는 것 보다는 바이마르 공화국의 구조에 가해지는 그 모든 비판에도 불구하고 당시까지 투쟁해 얻어낸 바이마르 공화국의 해방의 역사를 파시즘으로 인해 발생하는 ‘야만으로의 복귀'(Rückfall in die Barbarei)로부터 보호하고자 하는 목적이 더 강했다. 아래 있는 우측으로 휘날리는 깃발이 있는 로고들은 (당시에는 붉은색 깃발)1932년 당시 독일혁명예술가연맹(BRBKD) 소속이었던 그래픽 화가 막스 켈리슨(Max Keilson)과 막스 겝하르트(Max Gebhard) 가 공동으로 제작한 도장의 초안이다. 이는 첨예화되어가는 국내정치, 경제상태, BRBKD의 급진화와 관련하여 생겨났으며 슬로건 'Her zu uns'(우리에게 오라)를 로고 아래에 썼다. 두 붉은 깃발은 독일사회민주당(SPD)과 독일공산당(KPD)을 상징하고, 원(Rettungsring)을 은 파시즘으로부터의 구조를 상징한다. 이 로고는 파시즘 창설에 반대하는 노동자운동의 총체를 나타낸다. 그러나 코민테른이 주창하고 독일공산당이 받아들였으나, 결국 추후에 철회한 사회파시즘의 슬로건은 안티파의 로고에 나와있는 노동자운동의 단결과는 다르게 분란을 자초하게 된다. 아돌프 히틀러가 집권한 1933년 뒤로 안티파 행동이라는 단어는 점차 사라져갔고, 간혹 공산주의 저항(kommunistischer Widerstand)이란 용어가 사용되었다. 안티파 저항의 역사적인 예로는 나치 독재 초기의 뫼싱엔 시 총파업(Mössinger Generalstreik)을 들 수 있다.

## 구 동독의 안티파
세계 제2차대전 당시 전선학교(Antifa-Schule)와 안티파 써클은 소비에트 연방 내의 독일군 포로수용소에서 안티파 계몽교육, 막스-레닌주의 교육을 실시했다. 이를 토대로 안티파 용어는 사회주의통일당(SED) 정권 하에서 소비에트 연방 점령 구역(SBZ)와 구 동독지역에서 서독과 미국의 파시즘에 대항하는 반 제국주의적인 용어로 사용되었다.

## 재결성
80년대에 서독 지역의에서 가옥 불법점거 및 자율 운동(Hausbesetzer - und Autonome Bewegung)으로부터 소위 안티파 그룹들이 생겨나기 시작했다.
이들은 무엇보다도 자신들이 직접 추진하는 사업을 통해 네오나치 들이 저지르는 폭력과 네오나치들의 공격들 받을 수 있는 잠재적인 피해자들을 보호하는 것으로 시작했다.
또한 독일민족당(NPD)나 나치즘에 근접한 조직과 같은 안티파들이 극우계열로 분류된 정당이나 단체들이 계획한 행동을 저지하거나 방해하는 시도를 하기도 했다.
또한, 안티파들은 정보수집, 교류 및 경우에 따라 나치정권 박해자 연합/안티파시스트 협회 (der Vereinigung der Verfolgten des Naziregimes – Bund der Antifaschistinnen und Antifaschisten (VVN-BdA))
와 같은전통적 안티파 단체들과 협력하는 경우도 있다. 또한 안티파들의 행동의 우선순위는 자율 그러나 운동이 아니었다. 개별 안티파 단체들은 스스로를 1920년대의 안티파 행동의 전통을 계승하고 있고 이것이 현재 나치즘에 반대하는 안티파 저항이 그 명맥을 유지하고 있다고 보고 있다.
안티파들은 재통일 이후 나치즘과 극우파의 폭력이 기승을 부릴 것을 우려했기에 이러한 단초들은 일부 좌파 신 내에서 집중적으로 다뤄지기도 했다.
특히 자율 운동권 내에서도 안티파시즘이 그들의 주요 활동분야로 발전하였다.
따라서 1990년대에는 신 연방주에서 뿐만 아니라 구 연방주에서도 안티파 단체들이 새롭게 결성되었다. 이러한 경향에 도화선 역할을 한 단체는 1990년 괴팅엔에서 결성된 자율 안티파(autonome Antifa)이다. 새로 결성한 단체들은 행동의 방점을 안티파시즘에 두고 있다.
새로이 결성된 단체들 중 일부 단체들은 안티파행동/전국조직(AA/BO)을 결성했다.
여기에는 괴팅엔 자율 안티파 외에도 특히 안티파 행동 베를린(Antifaschistische Aktion Berlin)이 있다.
비록 AA/BO가 2001년에 해산했으나, 신, 구 연방주에 안티파 조직의 탄탄한 조직구조 유산으로 남겼다. 21세기 초반에는 안티파 운동 사이에서도 분열 조짐이 있었다.
반독일주의자와 반제국주의자 들 간의 분화가 있었는데, 분열된 일차적인 이유는 중동분쟁에 대한 입장이었다. 동시에 다양한 분파들이 서로 중동분쟁의 원인이 반유태주의에 있는지 또는 이슬람혐오증에 기인하는지에 대해서 서로 의견이 분분했다. 이에 대한 예로는 2004년 중반 괴팅엔 자율 안티파의 분열과 베를린 안티파 행동(Antifaschistischen Aktion Berlin)을 들 수 있다.
그러나 약 2005년 말부터 분화가 약해지는 추세가 두드러지고 있다. 급진적인 반독일세력들 뿐만 아니라 반제국주의세력들도 안티파 운동권 내에서 갖는 중요성을 상당히 잃었다.
그리하여 대부분의 안티파 조직들은 거의 대부분 반독일주의에도, 반제국주의에도 얽매이지 않는 쪽으로 스스로를 정의하고 있다.

## 활동
안티파들의 주 행동분야는 조사, 정찰, 정보탐색, 극우와 수구 조류(신우파) 대한 정보의 문서화 및 유포와 그리고. 그리고 극우조직들의 국내, 국제 네트워크에 대해서 다루고 있다. 이외에도 경우에 따라 폭력을 동반한 과격 시위(예: 특정 사업, 청소년 클럽, 극우술집, NPD와 같은 우익정당이나 단체의 행진행사에 대한 대항행사 형태)도 중요한 역할을 하고 있다.
또한 안티파 단체들이 경우에 따라 좌파당, 사민당청년조직(Jusos), 녹색당청년조직(Grüne Jugend), 노조부터 기독교계 토대그룹이나 지역 시민단체들 같은 다른 정치적 노선을 견지하는 단체들과 협력하는 경우도 있다.
특수 반인종차별단체 또는 피난민구호단체들과 협력하면서 현대 산업사회 시대의 사회적 약자들에 대한 차별을 비호하는 사회구조에 대한 계몽을 시도하는 것 또한 오늘날의 안티파들이 집중하고 있는 분야이다. 이외에도 망명자들의 권리확대와 외국 난민, 장애인 또는 인종이나 다른 편견으로 인해서 사회에서 소외된 집단의 권리증진에도 활발하게 활동하고 있다.
예를 들면, 안티파 단체들은 ‘kein mensch ist illegal’캠페인에 참가하여 개별적인 경우 뿐만 아니라 독일에서 국외추방위협을 받고 있는 난민들에게 도움을 주고 있다.
특히 자율 안티파 단체들은 확대단계에 따라 네오나치들에 대해 폭력적인 행동형태도 지지하고 있다. 이들은 경우에 따라 파시즘 또는 유사 파시즘 적인 단체들에게 불법이지만, 이들 입장에서는 합당하다고 생각되는 수단을 통해서 투쟁하는 것도 제외하지 않고 있다.
이들 입장에서 극우, 국가주의, 반유태주의, 인종차별주의적인 경향이 있는 단체나 정당들의 데모, 시위, 회의 또는 전당대회에 가서 그 장소를 봉쇄하거나 데모를 통해서 이런 단체들의 행사의 저지하거나 최소한 방해를 하기도 한다.
특히 NPD, DVU(독일민족연합, 2012년 5월 26일 해체), 공화당원 및 소위 자유 전우회(freie Kameradschaft)불리는 단체들의 집회가 이에 해당된다. 이외에도 신우파(neue Rechte), 실향민 협회의와 안티파들이 보수주의와 극우주의이 경첩역할을 한다고 판단하고 있는 네오콘 세력들의 행사에 대해서 비난을 가하는 것도 안티파들의 활동 목적이다.
자율 안티파들은 경우에 따라 경찰 또는 해당 네오나치 조직이나 단체들의 지지자들과 시가전을 벌이기도 한다. 자유 안티파운동의 조직원들은 개별적으로 네오나치 신의 시설에 사보타주를 일으키기도 한다.
최근들어 데이터 안티파 또는 버추얼 안티파들이 등장하고 있다. 이 들은 극우라고 여겨지는 웹사이트, 온라인 쇼핑몰, 포럼을 해킹하거나 사이트가 작동하지 못하도록 한다. 또는 극우신의 기밀문서들을 조사하여 인터넷 상에 공개하는 경우도 잦다.
데이터 안티파들은 이러한 방식으로 2008년 말 네오나치 네트워크Blood & Honour(블러드 앤 아너) 네트워크를 해킹하여 관련 데이터들을 공개한 바 있다.

## 정치적 컨텐츠
조직들 사이에 확실한 네트워크는 존재하나, 모든 단체들이 동일한 노선, 행동방식을 추구하는 것은 아니다. 파시즘, 인종차별주의 국가주의에 대한 거부만이 이 단체들이 공유하고 있는 실질적인 최소한의 공통분모이다.
이들은 현존하는 국가 정치적 사회조직(특히 독일과 안티파 단체들이 자본주의가 잠식했다고 보고 있는, 독일과 비교가 가능한 북반구의 국가들)의 대부분을 비판적으로 보고 있는데, 이 국가 들이 파시즘을 최초로 활개를 칠 수 있게 하였기 때문이라고 한다. 그리고 ‘삼중억압’(Triple Oppression성, 인종, 계급)이론은 위 테제의 근간역할을 하고 있다.
참가 그룹들의 세계관에 따라, 각 단체가 추구하는 목표와 견지하는 입장의 간극의 폭이 넓은 경우도 있다.
특히 안티파들은, 마르크주의가 파시즘을 정의하고 있는 것과 유사하게, 자본주의를 파시즘의 원인으로 보고 있으나 성차별주의와 인종차별주의도 자본주의로 인해 발생했다고 보고 있다.

## 기타
넓은 의미에서의 반파시즘은 극단적인 신자유주의, 권위주의나 국가주의, 민족주의에 대한 반대를 말하기도 한다. 그렇기 때문에 이들은 스탈린의 통치정책은 겉모습만 반파시즘인 또다른 파시즘, 또는 좌파 파시즘 이라고 한다. 이러한 의미의 반파시즘을 주장하고 있는 이념에는 사회민주주의, 좌파공산주의, 아나키즘 등이 있다.
한국에서도 몇몇 극단주의자가 자신들의 주장을 복사해 인터넷에 대량으로 게시해 비방활동을 하기도 한다.

## 같이 보기
- 안티파 행동(영어판)
- 미국의 안티파
- 자율주의
- 아나키스트 블랙 크로스
- 반 인종차별 행동
- 반인종차별주의
- 반성차별주의
- 반 파시즘 실천
- 반파시즘
- 아르디티 델 포폴로

## 안티파시즘 매체
독일:
Antifa der VVN-BdA,
Antifaschistisches Infoblatt,
Antifaschistische Nachrichten,
Blick nach Rechts,
Der Rechte Rand,
Enough is enough,
Lotta,
기타:
Expo(스웨덴),
Searchlight Magazine (영국)
뉴 미디어:
Publikative.org,
Netz gegen Nazis,
haGalil,
Mut gegen rechte Gewalt,
Antifa-Net,
Redok(2010년 11월 6일부터 RSS 뉴스피드로만 구독 가능),
Informationsdienst gegen Rechtsextremismus(2006년 9월 27일부터 사이트 운영 중지)
- AntiFascistNetw
- Insurrection News
- Anti-Fascist News
- IT'S GOING DOWN